# کاروان (آلبوم موسیقی)
کاروان (Caravan) اولین آلبوم گروه موسیقی پراگرسیو راک کاروان، است. این آلبوم توسط شرکت ورو فورکست رکوردز در ژانویه (بریتانیا) و فوریه ۱۹۶۹ (ایالات متحده آمریکا) منتشر شد و تنها آلبوم گروه برای این شرکت بود.